# Sanctus Ignis
Albums de Adagio
Underworld
(2003)
Sanctus Ignis est le premier album studio du groupe de metal progressif français Adagio. C'est l'album du groupe où les influences néo-classiques malmsteeniennes sont les plus présentes. L'album a été entièrement écrit par Stephan Forté, le guitariste du groupe.
Stéphan et Franck se retrouvent en Allemagne pour enregistrer l'album, c'est un nouvel univers: le House of Audio de Karlsdorf est un studio gigantesque, le budget de la production est important, la pression est grande et pourtant, tout l'enregistrement et la production se passent dans la bonne humeur générale avec le producteur/bassiste Denis Ward.
La pré-production et finalisation des démos de Sanctus Ignis en 1999 précédèrent l'enregistrement à proprement parler, qui commence en Septembre 2000. 
Durant l'enregistrement, Denis invite Stéphan et Franck a assister à un show de son groupe Pink Cream 69, afin de voir David Readman sur scène "en condition"...
Le chanteur Anglais est en effet pressenti pour poser son chant mélodique et rock sur le premier opus du groupe.

## Titres
1. "Second Sight" – 6:07
2. "The Inner Road" – 5:45
3. "In Nomine ..." – 5:04
4. "The Stringless Violin" – 7:00
5. "Seven Lands Of Sin" – 11:40
6. "Order Of Enlil" – 4:20
7. "Sanctus Ignis" – 4:07
8. "Panem Et Circences" – 5:22
9. "Immigrant Song" – 4:55

## Composition du groupe
- David Readman - Chant
- Stephan Forté - Guitare
- Richard Andersson - Synthé
- Dirk Bruinberg - Batterie
- Franck Hermanny - Basse
- Dennis Ward - Producteur